# Observatorio El Infiernillo

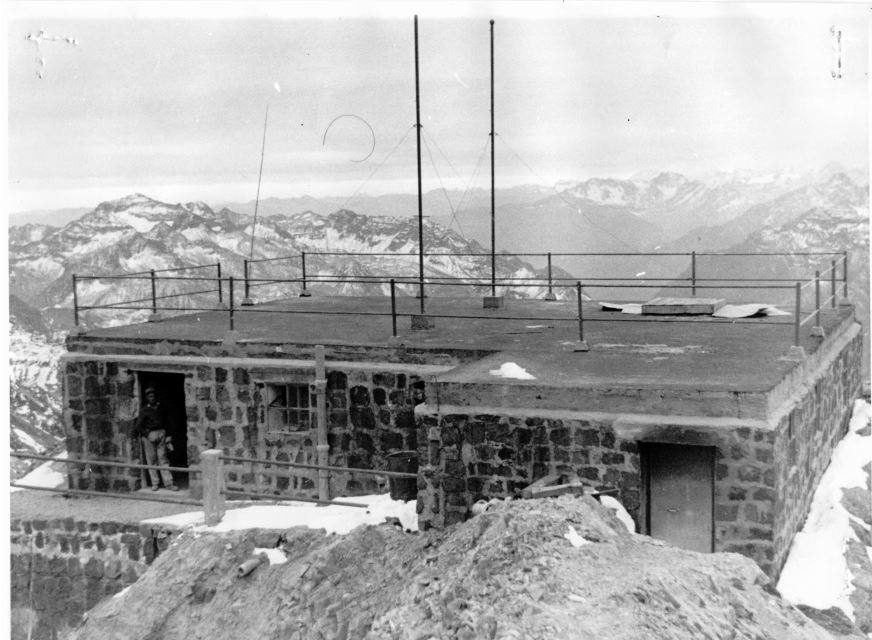
Observatorio El Infiernillo 1958

El observatorio El Infiernillo fue un centro de investigación astronómica de la Universidad de Chile localizado a 4.300 m en la cumbre del cerro El Infiernillo en los Andes de Chile central. Funcionó entre los años 1958 y 1980 bajo la administración de la facultad de Ciencias Físicas y Matemáticas de la Universidad de Chile. Fue el primer laboratorio astronómico a gran altura en Chile. 

## Construcción
El observatorio fue construido durante los veranos de 1954 y 1955, y estuvo a cargo del ingeniero Carlos Mori Ganna y también del constructor Víctor Pirazzoli. La construcción enfrentó grandes dificultades debido a la gran altura geográfica y también por las condiciones ambientales de alta montaña. 

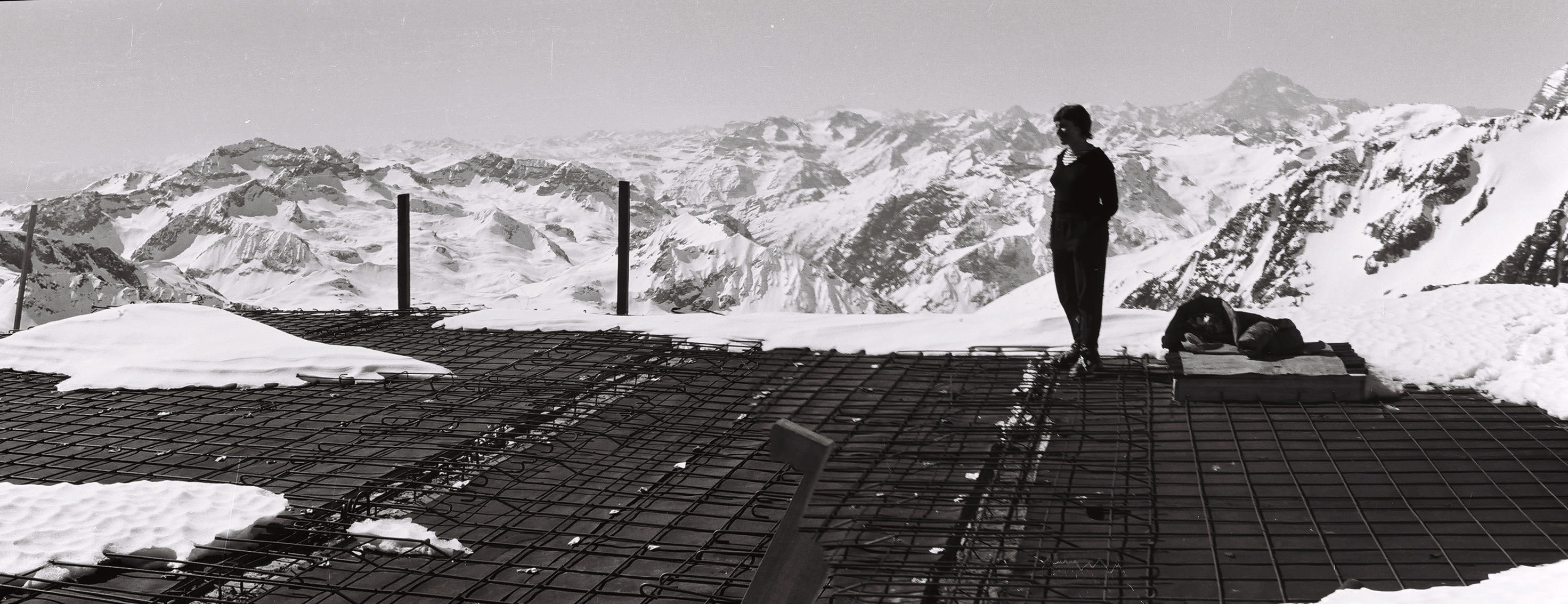
Loza del observatorio. Septiembre de 1954

## Historia
Laboratorio pionero de la presencia de la Universidad de Chile en la alta cordillera, y “comenzó a funcionar con un telescopio de radiación cósmica el 24 de octubre” de 1958, como relata en el texto “Los trabajos científicos del Centro de Radiación Cósmica de la Facultad de Ciencias Físicas y Matemáticas”, uno de sus integrantes y líderes, el académico Gabriel Alvial Cáceres.
La historia del Centro de Radiación Cósmica comenzó a escribirse en 1950, cuando bajo la dirección del profesor Alvial se creó el primer grupo de investigación de Física Nuclear y Radiación Cósmica de la Universidad de Chile y del país, alojada en ese momento en la Facultad de Filosofía y Educación. Ocho años después, el grupo comenzó a depender de la FCFM con el objetivo de estudiar este campo que las partículas subatómicas procedentes del espacio exterior.

### El aporte de Louis Lliboutry
Louis Lliboutry fue quien identificó el terreno donde actualmente se ubica el observatorio “El Infiernillo”, como un lugar apto para instalar el laboratorio, luego de un intento fallido de instalar otro laboratorio en Cerro Colorado, próximo a Farellones.

## Estado actual
Por su alto valor histórico y patrimonial a la Universidad de Chile, sus instalaciones han sido propuesta a la categoría de monumento nacional durante el año 2019 y también para la instalación de nuevas de estructuras de investigación científica.

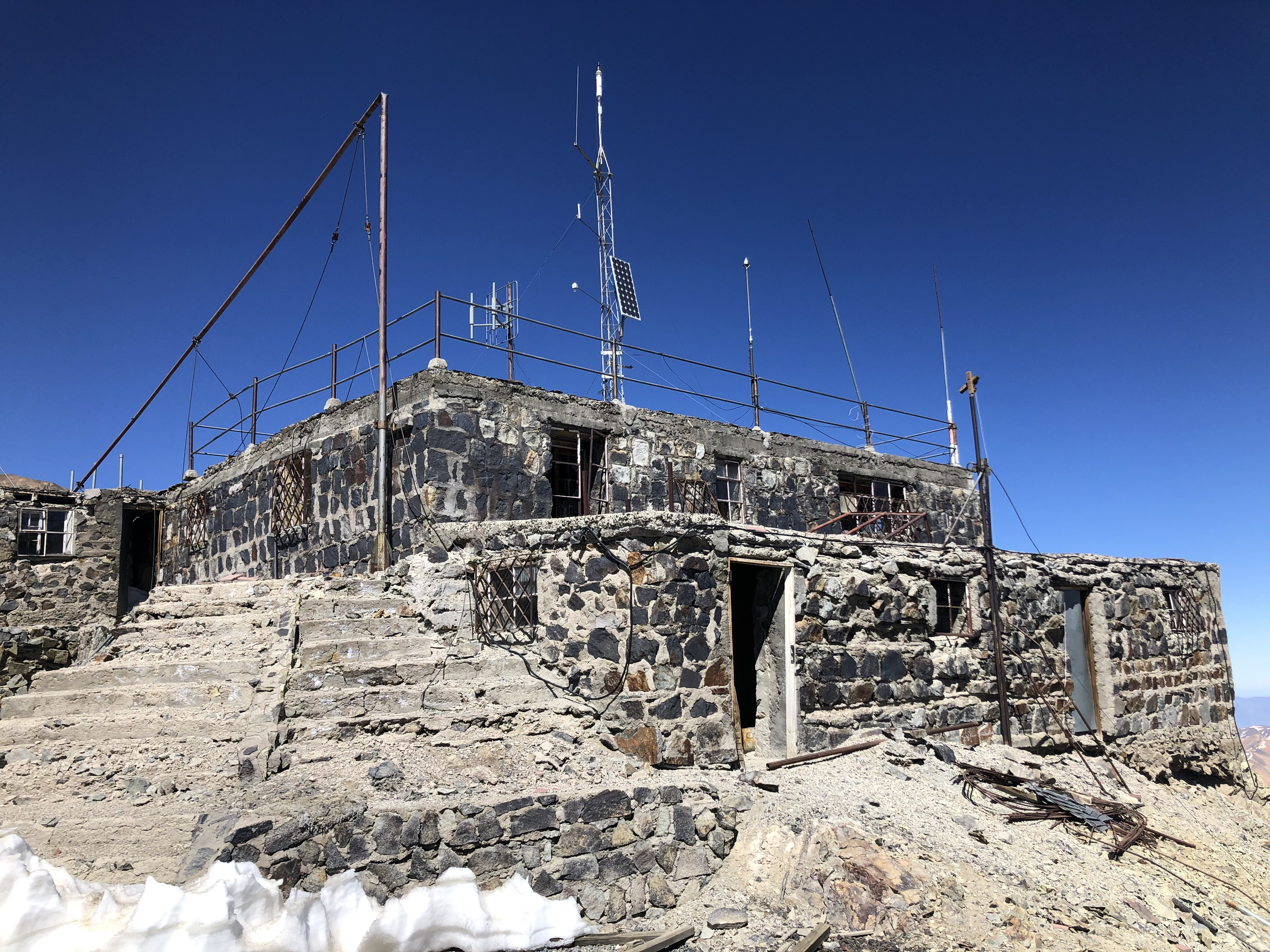
Observatorio El Infiernillo, octubre 2021.